# 文化台獨
文化台獨，是源自於中華人民共和國新聞媒體的一個政治術語。是稱中國大陸媒體因為秉持著一個中國的對台政策，中華人民共和國政府認為台灣是中國不可分割的一部份。他們便認為台灣內部那些以民主進步黨為首的台獨派份子，希望經由推動廢除馬英九政府所做的微調課綱、重塑台灣主體意識、以及本土化運動的再紮根，形成徹底的去中國化，這將使台灣在文化上脫離中國，進而推動實際的法理台獨，在國際法上成為一個獨立國家。

## 概論
中國大陸當局將台獨運動細分為柔性、文化、戰略台獨三項，其中的文化台獨是以教育為手段，將台獨的理念灌輸到台灣年輕人腦中，以潛移默化方式，改變台灣人的文化及政治認同。使得台灣人不再心向中國，造成台灣社會結構的改變，讓台灣獨立運動獲得更大的政治基礎。最終會使台灣成為一個獨立國家，脫離中國的控制。反對課綱微調、去孫中山、去蔣化、《促進轉型正義條例》等都列入其中。
2016年，在蔡英文當選中華民國總統後，民進黨二度執政。蔡英文在就職演說中，未提到承認九二共識，林全內閣以行政命令撤銷微調課綱。中國大陸方面認為，從李登輝至陳水扁時代，開始推行教育改革，實質上就是為了推動文化台獨。在馬英九上台後，進行教科書修改，為撥亂反正，回歸到一個中國的方向。但民進黨則透過太陽花學運與反高中課綱微調運動等方式，來進行文化台獨。蔡英文政府撤銷了微調課綱，是繼續陳水扁時期的去中國化政策，形成以文化台獨為主的路線。大陸委員會主委邱垂亮則否認有推行文化台獨的事實。
使用台灣名稱，在國際上活動，被中國大陸視為是一種文化台獨。例如2002年，第四屆亞細詩書展中，台灣參展者被列為中國詩人，引起台灣方面的抗議，被認為是一種文化台獨。
中國國民黨主席洪秀柱也批評蔡英文政府進行文化台獨，將會使台灣與中國大陸政府形成對抗關係。林全內閣廢除微調課綱，王曉波認為這個作為回到陳水扁政府時代的98課綱，走向日本皇民化思想，去中國化，追求文化台獨。2016年，國民黨所屬的國家發展研究院籌設孫文學院，推動三民主義現代化，以對抗文化台獨，弘揚中華文化道統，推展中華民國史觀。